# Destia
Destia Oy est une entreprise de génie civil qui assure l'entretien infrastructures de transport routier et ferroviaire en Finlande,. 

## Historique
En 2001, l'agence Tieliikelaitos est formée d'une partie de Tielaitos, l'agence gouvernementale pour l'entretien des routes. 
En 2008, l'entreprise Destia Oy est formée à partir de Tieliikelaitos.
Le 26 mai 2014, le gouvernement finlandais annonce avoir vendu Destia Oy à la société de capital-investissement Ahlstrom Capital pour environ 150 millions d'euros,.
À l'automne 2021, Destia est vendue par Ahlstrom Capital  au groupe Colas.